# Озеро Благоговения
О́зеро Благогове́ния (лат. Lacus Timoris) — небольшое лунное море в юго-западной части видимого лунного диска.
Селенографические координаты 39°25′ ю. ш. 27°57′ з. д. / 39,42° ю. ш. 27,95° з. д., диаметр около 154 км. К юго-западу от озера расположена система кратеров Хайнцель.